# Днепр (женский футбольный клуб)
Же́нский футбо́льный клуб «Днепр» (Днепропетровск) (укр. Жіночий футбольний клуб «Дніпро») — ранее существовавший украинский женский футбольный клуб из Днепропетровска.

## История
Команда была создана в 1972 году в Днепропетровске. Первый состав команды «Днепр»: Татьяна Мухоротова, Валентина Статыка, Надежда Кривенко, Любовь Стрижак, Евгения Ганжа, Надежда Бойко, Божена Петрашек, Любовь Закирко, Тамара Семерунь , Наталья Магазинная, Любовь Васильченко. Первый официальный турнир — Кубок Валентины Терешковой, на котором дебютировал днепропетровский «Днепр» под руководством Леонида Гузика.

## Главные тренеры
- 1972 — Гузик, Леонид Алексеевич
- 1989
- 1990 — 1991 — Самойленко, Николай Павлович
- 1992 — 1993

## Чемпионаты СССР и Украины
| Сезон | Турнир                  | Дивизион | Место    | И   | В  | Н  | П  | РМ     | О  | Кубок страны     | Примечание |
| ----- | ----------------------- | -------- | -------- | --- | -- | -- | -- | ------ | -- | ---------------- | ---------- |
| 1989  | ВДФСОП, зона 2          | высшая   | 6 из 10  | 18  | 7  | 4  | 7  | 18–17  | 18 | не проводился    | [ 4 ]      |
| 1989  | ВДФСОП, финал           | высшая   | 1 из 6   | 6   | 5  | 1  | 0  | 11–1   | 11 | не проводился    | [ 4 ]      |
| 1989  | Чемпионат ВДФСОП        | высшая   | 25 из 30 | 24  | 12 | 5  | 7  | 29–18  | 29 | не проводился    | [ 4 ]      |
| 1990  | СССР, зона 1            | первая   | 1 из 12  | 22  | 15 | 3  | 4  | 30–11  | 33 | -                | [ 5 ]      |
| 1990  | СССР, матч за 1-е место | первая   | 1 из 2   | 1   | 1  | 0  | 0  | 1–0    | 2  | -                | [ 5 ]      |
| 1990  | 1-й Чемпионат СССР      | первая   | 1 из 24  | 23  | 16 | 3  | 4  | 31–11  | 34 | -                | [ 5 ]      |
| 1991  | СССР, зона 2            | высшая   | 4 из 12  | 22  | 12 | 4  | 6  | 34–19  | 28 | ¼ финала         | [ 6 ]      |
| 1992  | Украина                 | высшая   | 8 из 10  | 18  | 5  | 2  | 11 | 16—31  | 12 | ¼ финала         | [ 7 ]      |
| 1993  | Украина                 | высшая   | 13 из 13 | 24  | 2  | 4  | 18 | 13—19  | 8  | 2 отборочный тур | [ 8 ]      |
| Итого | 5 сезонов               | —        | —        | 111 | 47 | 18 | 46 | 133—98 | —  | —                | —          |